# Collisella edmitchelli
Collisella edmitchelli foi uma espécie de gastrópodes da família Nacellidae.
Foi endémica dos Estados Unidos da América.